# كييتا سوغيموتو
كييتا سوغيموتو (باليابانية: 杉本 恵太) (13 يونيو 1982 في إتاكو في اليابان – )؛ هو لاعب كرة قدم ياباني سابق كان يلعب كمهاجم.

## وصلات خارجية
- كييتا سوغيموتو على موقع رابطة كرة القدم اليابانية للمحترفين (اليابانية)
- كييتا سوغيموتو على موقع قاعدة بيانات كرة القدم.إي يو (الإنجليزية)
- كييتا سوغيموتو على موقع Soccerway.com (الإنجليزية)
- كييتا سوغيموتو على موقع عالم كرة القدم.نت (الإنجليزية)